# Garnerin
Garnerin är en udde i Antarktis. Den ligger i Västantarktis. Argentina, Chile och Storbritannien gör anspråk på området.
Terrängen inåt land är kuperad västerut, men åt sydost är den bergig. Havet är nära Garnerin åt nordväst.  Trakten är obefolkad. Det finns inga samhällen i närheten. 